# Alfredo Gollini
Alfredo Gollini  (Olasz Királyság, Modena, 1881. december 24. – 1957. április 22.) olimpiai bajnok olasz tornász.
Részt vett az 1912. évi nyári olimpiai játékokon Stockholmban. Egy torna versenyszámban indult. Csapatverseny meghatározott szereken olimpiai bajnok lett.